# Santa Salete
Santa Salete es un municipio brasileño del estado de São Paulo. La ciudad tiene una población de 1.447 habitantes (IBGE/2010) y un área de 79,4 km². Santa Salete pertenece a la Microrregión de Jales.

## Geografía
Se localiza a una latitud 20º14'41" sur y a una longitud 50º41'18" oeste, estando a una altitud de 460 metros. Su población estimada en 2004 era de 1.376 habitantes.
Posee un área de 79,168 km².

### Demografía
Datos del Censo - 2010
Población total: 1.447
- Urbana: 819
- Rural: 628
- Hombres: 743[5]
- Mujeres: 704

Densidad demográfica (hab./km²): 18,23
Datos del Censo - 2000
Mortalidad infantil hasta 1 año (por mil): 10,39
Expectativa de vida (años): 74,45
Tasa de fertilidad (hijos por mujer): 2,16
Tasa de alfabetización: 86,53%
Índice de Desarrollo Humano (IDH-M): 0,772
- IDH-M Salario: 0,650
- IDH-M Longevidad: 0,824
- IDH-M Educación: 0,842

(Fuente: IPEAFecha)

### Carreteras
- SP-320

## Administración
- Prefecto: Osvaldenir Rizzato (2005/2008)
- Viceprefecto: Ivalderi Molina (2009/2012)
- Presidente de la cámara: Nilo Lopes de Santana (2009/2010)

## Religión
El Cristianismo está presente en la ciudad de la siguiente manera:

### Iglesia Católica
La iglesia católica del municipio forma parte de la Diócesis de Jales.

### Iglesia Protestante
En la ciudad están presentes las más diversas creencias evangélicas, principalmente pentecostales, incluidas las Asambleas de Dios de Brasil (la iglesia evangélica más grande del país), Congregación Cristiana, entre otras. Estas denominaciones están creciendo cada vez más en todo Brasil.